# بيجويس إ رايلس
بلدية بيغيس إي ريالس (بالكاتالانية: Bigues i Riells) هي إحدى بلديات مقاطعة برشلونة، والتي تقع في منطقة كاتالونيا، شرق إسبانيا.
يبلغ عدد سكانها 7.807 نسمة وفقاً لإحصائية سنة (2007).